# Caracuel de Calatrava
Caracuel de Calatrava – gmina w Hiszpanii, w prowincji Ciudad Real, w Kastylii-La Mancha, o powierzchni 9,92 km². W 2011 roku gmina liczyła 167 mieszkańców.